# Inno ad Afrodite (Saffo)
L'Inno ad Afrodite (fr. 1 V. = 1 G.) è la lirica che apriva i libri delle poesie della poetessa lesbia Saffo. Essa ci è pervenuta intera grazie alla citazione di Dionigi di Alicarnasso.

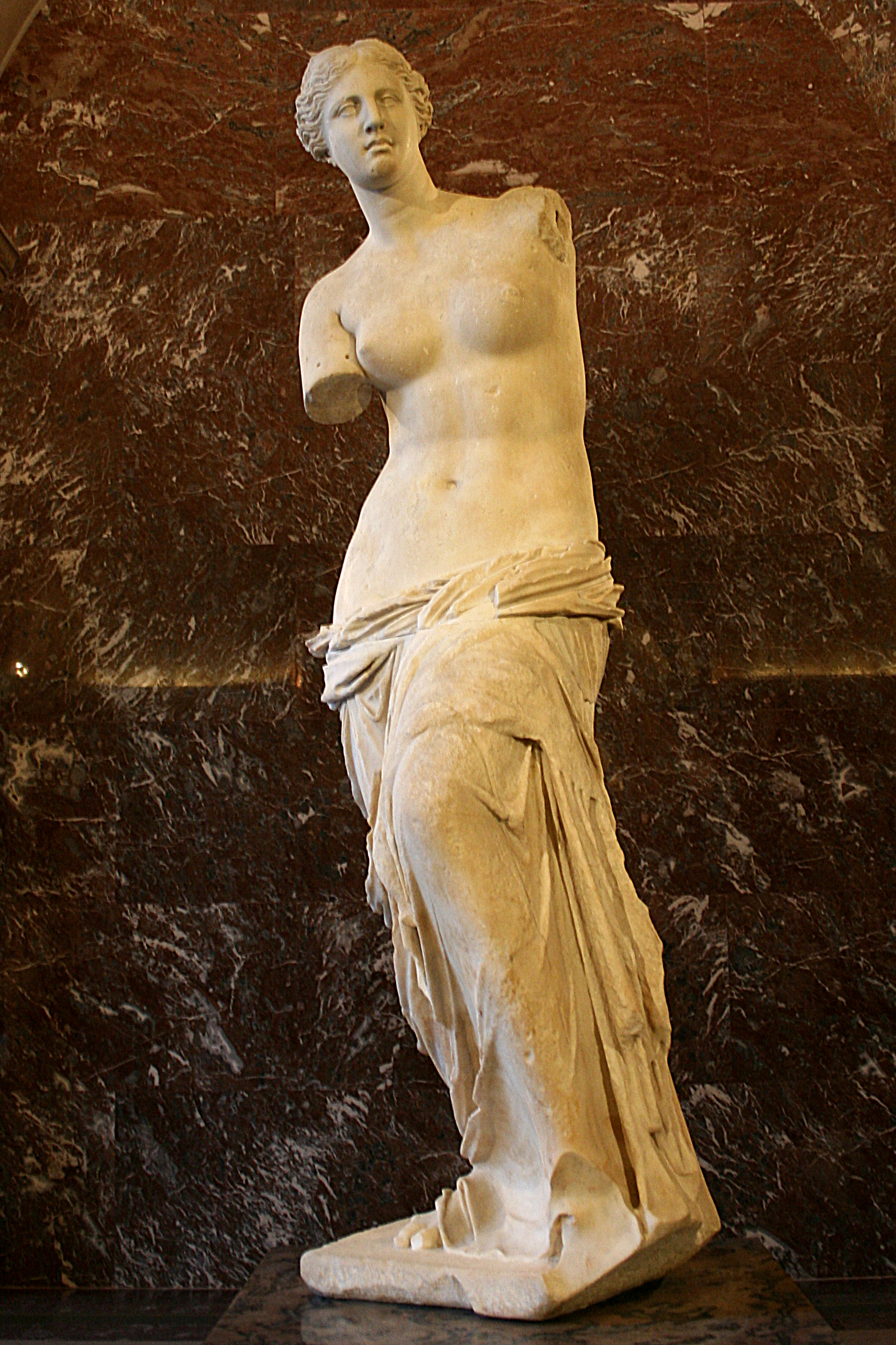
Venere di Milo

## Analisi

### Struttura poetica
Nell'inno ad Afrodite, una delle più belle e delicate liriche pervenuteci, Saffo esprime la pena e l'ansia per l'amore non sempre corrisposto e il penoso tormento che questo le dà. Questa lirica assume la forma di una preghiera in cui, con il richiamo di un incontro precedente, cerca di coinvolgere la dea in suo favore ed ella, pronta, interviene in maniera diretta con la promessa che Saffo si aspetta. In questa poesia la forza emotiva si coniuga con l'eleganza e la dolcezza delle espressioni, che raggiungono l'acme nella sesta strofa in cui la parola della dea diventa impegno, conciso e perentorio.
Ippolito Pindemonte, nella sua mirabile traduzione, è riuscito a cogliere e a rappresentare lo stato d'animo che la poetessa ha trasfuso nell'ode, mantenendo al contempo la potenza della passione e la soavità del tono poetico.

### Significato e commento
L'inno, composizione in onore di una divinità, recitata davanti alla sua statua in quanto considerata sua incarnazione terrena, è da dividersi in tre parti: la prima parte, epìklesis, nella quale la poetessa invoca la divinità ed esprime le sue principali invocazioni utilizzando l'imperativo e forme esortative; la seconda parte, omphalòs, la parte narrativa dell'inno, in cui la divinità viene presentata nel contesto di un'azione della quale è protagonista, di solito di carattere mitico; la terza parte, euchè, la preghiera vera e propria, la cui metrica è simile alla epiclesi.
Questa poesia può, inoltre, essere considerata basata sulla Ring Komposition, in quanto al termine del componimento sono inseriti elementi che fanno riferimento alle prime strofe. Questo modo di procedere è tipico di Saffo, che lo usa in molti altri frammenti pervenuti.